# 逢いたい理由/Dream After Dream 〜夢から醒めた夢〜
「Dream After Dream ～夢から醒めた夢～/逢いたい理由」（ドリーム・アフター・ドリーム ゆめからさめたゆめ/あいたいりゆう）は、日本の音楽グループ、AAAの24枚目のシングル。2010年5月5日にavex traxから発売された。

## 概要
- 前作「Heart and Soul」から約3ヶ月半ぶりの発売となる。
- 通常の3バージョンに加え、この作品以降はmu-moショップ限定盤も発売される。
- 小室哲哉の復帰第1作である。しかし、楽曲プロデューサーのみであり、総合プロデューサーではない。小室は両A面の2曲とも楽曲提供を行っているが、この2曲は小室が活動再開後に制作した約60曲ものデモの中から、AAA7人（当時）のメンバーの個性や魅力を引き出せるものを選りすぐったものである[1]。
- 同日発売の「ありがとう」（いきものがかり）とは僅か1000枚差であったものの、2010年5月17日付オリコンシングルウィークリーチャートで17thシングル「MIRAGE」以来約2年3ヶ月ぶりに2枚目の1位を獲得した。小室が関わった作品でシングルチャート1位となったのは「a song is born」（浜崎あゆみ&KEIKO）以来8年5ヶ月ぶりである[3]。
- 第52回日本レコード大賞「優秀作品賞」受賞曲であり、小室の楽曲が優秀作品賞を受賞するのは、1998年以来、12年ぶりであった。
- 第61回NHK紅白歌合戦で初出場し、披露された曲である[4]。
- 2010年5月14日、音楽番組「ミュージックステーション」に「Hide-away」以来、7ヶ月ぶり2回目の登場。「逢いたい理由」を披露[5]。
- 「Dream After Dream～夢から醒めた夢～」がメインA面曲（CD番号ではこちら最初）である。ただし、2枚目のベストアルバム『#AAABEST』には「逢いたい理由」のみ収録された。
- 4枚購入すると、応募者全員に応募者の名前入りサインが送られた。
- 2010年5月16日にNHKホールで開催されたAAA Heart to ♥ TOUR 2010の東京公演に小室がスペシャルゲストとして出演し、AAAと共に「逢いたい理由」をパフォーマンスしている[6]。

## 収録内容

### CD+DVD Dream After Dream 〜夢から醒めた夢〜 Ver.
CD
1. Dream After Dream 〜夢から醒めた夢〜 [4:17]
2. 逢いたい理由 [4:37]
3. Dream After Dream 〜夢から醒めた夢〜 (Instrumental) [4:17]
4. 逢いたい理由 (Instrumental) [4:35]

DVD
1. Dream After Dream 〜夢から醒めた夢〜 (Music Clip)

### CD+DVD 逢いたい理由 Ver.
CD
1. 逢いたい理由 [4:36]
作詞：Kyasu Morizuki　作曲：小室哲哉　Rap詞：日高光啓　編曲：齋藤真也
  - 日本テレビ『二匹目のどじょう』エンディングテーマ
2. Dream After Dream 〜夢から醒めた夢〜 [4:19]
作詞：Kenn Kato　作曲：小室哲哉　Rap詞：日高光啓　編曲：齋藤真也
3. 逢いたい理由 (Instrumental) [4:36]
4. Dream After Dream 〜夢から醒めた夢〜 (Instrumental) [4:16]

DVD
1. 逢いたい理由 (Music Clip)

### CD ONLY
1. Dream After Dream 〜夢から醒めた夢〜 [4:17]
2. 逢いたい理由 [4:36]
3. Dream After Dream 〜夢から醒めた夢〜 AfteR the NighT Mix [5:41]
4. 逢いたい理由 P-RhythM WalK Mix [6:25]
5. Dream After Dream 〜夢から醒めた夢〜 (Instrumental) [4:17]
6. 逢いたい理由 (Instrumental) [4:35]